# فرانک شیلدز
 فرانک شیلدز (انگلیسی: Frank Shields؛ زاده ۱۸ نوامبر ۱۹۰۹ درگذشته ۱۹ اوت ۱۹۷۵) یک تنیس‌باز اهل ایالات متحده آمریکا بود.